# Villandry
Villandry [vilɑ̃dʁi]  est une commune française du département d'Indre-et-Loire, en région Centre-Val de Loire.
Ses habitants sont appelés les Colombiens et Colombiennes.

## Géographie

### Localisation
Villandry est située dans le centre-ouest du département d'Indre-et-Loire, à 16 km à l'ouest de Tours (et à 250 km au sud-ouest de Paris), au cœur du parc naturel régional Loire-Anjou-Touraine. Elle est bordée par la Loire, en rive gauche et traversée par le Cher, la confluence des deux cours d'eau se faisant au nord-ouest de la commune
Le village est traversé par l'itinéraire de la Loire à vélo.

### Communes limitrophes
Les communes limitrophes sont Berthenay, La Chapelle-aux-Naux, Cinq-Mars-la-Pile, Druye, Savonnières et Vallères.
| \| Rose des vents \| Cinq-Mars-la-Pile \| Berthenay \| \| Rose des vents \| \| Rose des vents \| \| N \| Savonnières \| Rose des vents \| \| Rose des vents \| O Villandry E \| \| Savonnières \| Rose des vents \| \| Rose des vents \| S \| \| Savonnières \| Rose des vents \| \| Rose des vents \| Vallères \| Druye \| \| Rose des vents \| |                   |           |             |                |
| Rose des vents | Cinq-Mars-la-Pile | Berthenay |             | Rose des vents |
| Rose des vents |                   | N         | Savonnières | Rose des vents |
| Rose des vents | O Villandry E     |           | Savonnières | Rose des vents |
| Rose des vents | S                 |           | Savonnières | Rose des vents |
| Rose des vents | Vallères          | Druye     |             | Rose des vents |

### Hydrographie

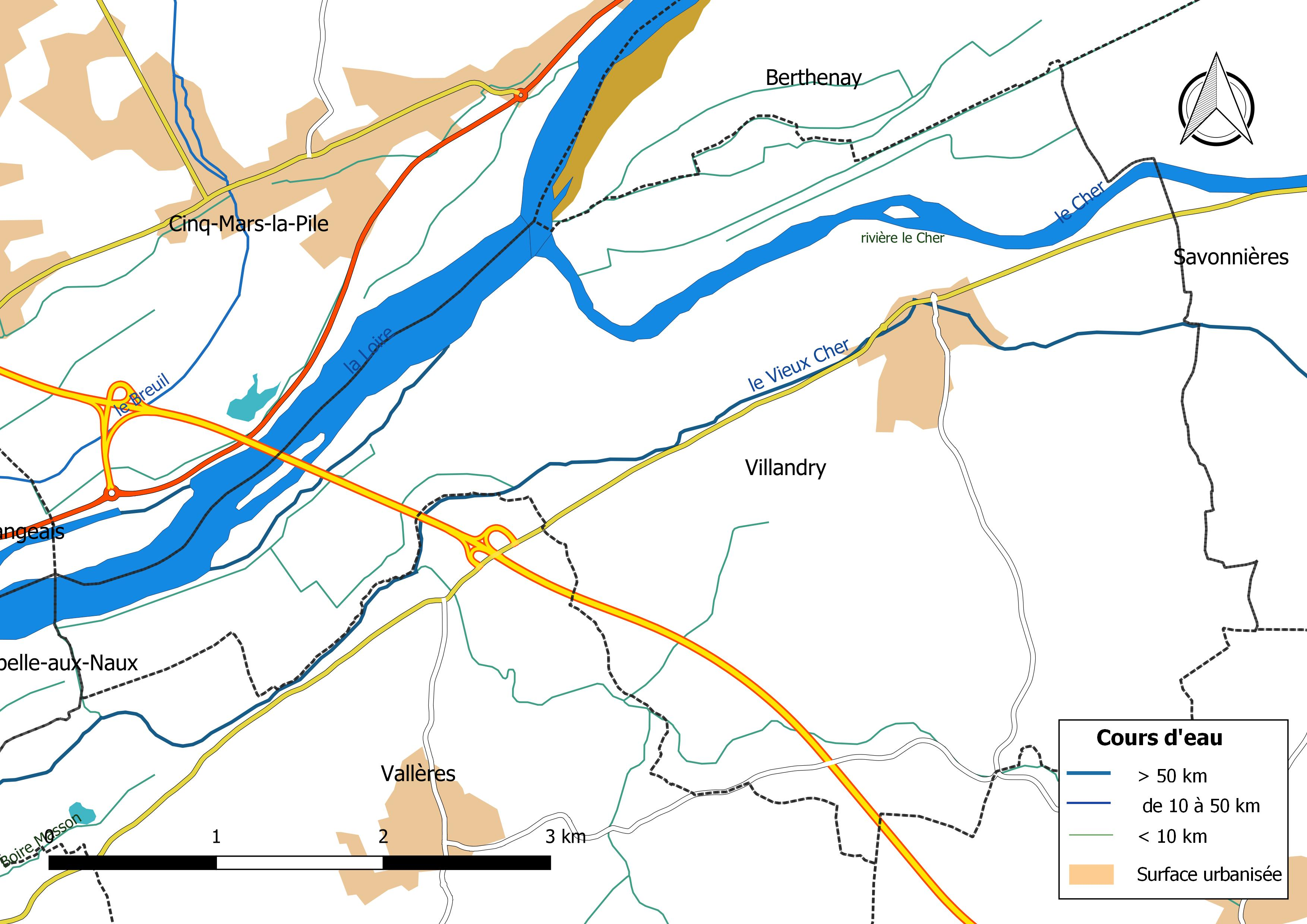
Réseau hydrographique de Villandry.

La commune est bordée sur son flanc nord-ouest par la Loire (1,94 km) et le Cher (4,38 km). Le réseau hydrographique communal, d'une longueur totale de 31,97 km, comprend un autre cours d'eau notable, le Vieux Cher (4,83 km), et divers petits cours d'eau pour certains temporaires,.
Le cours de la Loire s’insère dans une large vallée qu’elle a façonnée peu à peu depuis des milliers d’années. Elle traverse d'est en ouest le département d'Indre-et-Loire depuis Mosnes jusqu'à Candes-Saint-Martin, avec un cours large et lent. La Loire présente des fluctuations saisonnières de débit assez marquées. Sur le plan de la prévision des crues, la commune est située dans le tronçon de la Loire tourangelle, qui court entre la sortie de Nazelles-Négron et la confluence de la Vienne, dont la station hydrométrique de référence la plus proche est située à Langeais. Le débit mensuel moyen (calculé sur 34 ans pour cette station) varie de 142 m3/s au mois d'août à 753 m3/s au mois de février. Le débit instantané maximal observé sur cette station est de 3 060 m3/s et s'est produit le 10 mai 2001, la hauteur maximale relevée a été de 4,89 m le 24 mars 1988,. La hauteur maximale historique a été atteinte le 27 septembre 1856 avec 6,80 m.
Sur le plan piscicole, la Loire est classée en deuxième catégorie piscicole. Le groupe biologique dominant est constitué essentiellement de poissons blancs (cyprinidés) et de carnassiers (brochet, sandre et perche).
Le Cher, d'une longueur totale de 365,5 km, prend sa source à 714 mètres d'altitude à Mérinchal, dans la Creuse et se jette dans la Loire sur le territoire communal, à 40 m d'altitude, après avoir traversé 117 communes. Le Cher présente des fluctuations saisonnières de débit assez marquées. Sur le plan de la prévision des crues, la commune est située dans le tronçon du Cher tourangeau, dont la station hydrométrique de référence la plus proche est située à Tours [Pont Saint Sauveur]. Le débit mensuel moyen (calculé sur 53 ans pour cette station) varie de 25,8 m3/s au mois d'août à 192 m3/s au mois de février. Le débit instantané maximal observé sur cette station est de 1 000 m3/s le 24 mars 1988, la hauteur maximale relevée a été de 4,96 m le 5 juin 2016,.
Ce cours d'eau est classé dans les listes 1 et 2 au titre de l'article L. 214-17 du code de l'environnement sur le Bassin Loire-Bretagne. Au titre de la liste 1, aucune autorisation ou concession ne peut être accordée pour la construction de nouveaux ouvrages s'ils constituent un obstacle à la continuité écologique et le renouvellement de la concession ou de l'autorisation des ouvrages existants est subordonné à des prescriptions permettant de maintenir le très bon état écologique des eaux. Au titre de la liste 2, tout ouvrage doit être géré, entretenu et équipé selon des règles définies par l'autorité administrative, en concertation avec le propriétaire ou, à défaut, l'exploitant,.
Sur le plan piscicole, le Cher est également classé en deuxième catégorie piscicole.
Le Vieux Cher, d'une longueur totale de 24,4 km, prend sa source dans la commune de Druye et se jette dans la Loire à Bréhémont, après avoir traversé 8 communes.
Sur le plan piscicole, le Vieux Cher est également classé en deuxième catégorie piscicole.
Trois zones humides ont été répertoriées sur la commune par la direction départementale des territoires (DDT) et le conseil départemental d'Indre-et-Loire : « la vallée de la Loire de Mosnes à Candes-Saint-Martin », « Le Bois de Plante » et « Le Vieux Cher »,.

### Climat
Pour des articles plus généraux, voir Climat du Centre-Val de Loire et Climat d'Indre-et-Loire.
En 2010, le climat de la commune est de type climat océanique altéré, selon une étude du CNRS s'appuyant sur une série de données couvrant la période 1971-2000. En 2020, Météo-France publie une typologie des climats de la France métropolitaine dans laquelle la commune est toujours exposée à un climat océanique altéré et est dans la région climatique Moyenne vallée de la Loire, caractérisée par une bonne insolation (1 850 h/an) et un été peu pluvieux.
Pour la période 1971-2000, la température annuelle moyenne est de 11,5 °C, avec une amplitude thermique annuelle de 14,9 °C. Le cumul annuel moyen de précipitations est de 662 mm, avec 10,9 jours de précipitations en janvier et 6,6 jours en juillet. Pour la période 1991-2020, la température moyenne annuelle observée sur la station météorologique de Météo-France la plus proche, sur la commune de Lignières-de-Touraine à 8 km à vol d'oiseau, est de 11,8 °C et le cumul annuel moyen de précipitations est de 700,0 mm,. Pour l'avenir, les paramètres climatiques de la commune estimés pour 2050 selon différents scénarios d'émission de gaz à effet de serre sont consultables sur un site dédié publié par Météo-France en novembre 2022.

## Urbanisme

### Typologie
Au 1er janvier 2024, Villandry est catégorisée commune rurale à habitat dispersé, selon la nouvelle grille communale de densité à sept niveaux définie par l'Insee en 2022.
Elle est située hors unité urbaine. Par ailleurs la commune fait partie de l'aire d'attraction de Tours, dont elle est une commune de la couronne,. Cette aire, qui regroupe 162 communes, est catégorisée dans les aires de 200 000 à moins de 700 000 habitants,.

### Occupation des sols
L'occupation des sols de la commune, telle qu'elle ressort de la base de données européenne d’occupation biophysique des sols Corine Land Cover (CLC), est marquée par l'importance des territoires agricoles (67 % en 2018), une proportion identique à celle de 1990 (67 %). La répartition détaillée en 2018 est la suivante :
terres arables (35,7 %), forêts (20,9 %), prairies (18,9 %), zones agricoles hétérogènes (12,2 %), eaux continentales (6,9 %), zones urbanisées (2,5 %), milieux à végétation arbustive et/ou herbacée (1,4 %), espaces ouverts, sans ou avec peu de végétation (1,3 %), cultures permanentes (0,1 %). L'évolution de l’occupation des sols de la commune et de ses infrastructures peut être observée sur les différentes représentations cartographiques du territoire : la carte de Cassini (XVIIIe siècle), la carte d'état-major (1820-1866) et les cartes ou photos aériennes de l'IGN pour la période actuelle (1950 à aujourd'hui).

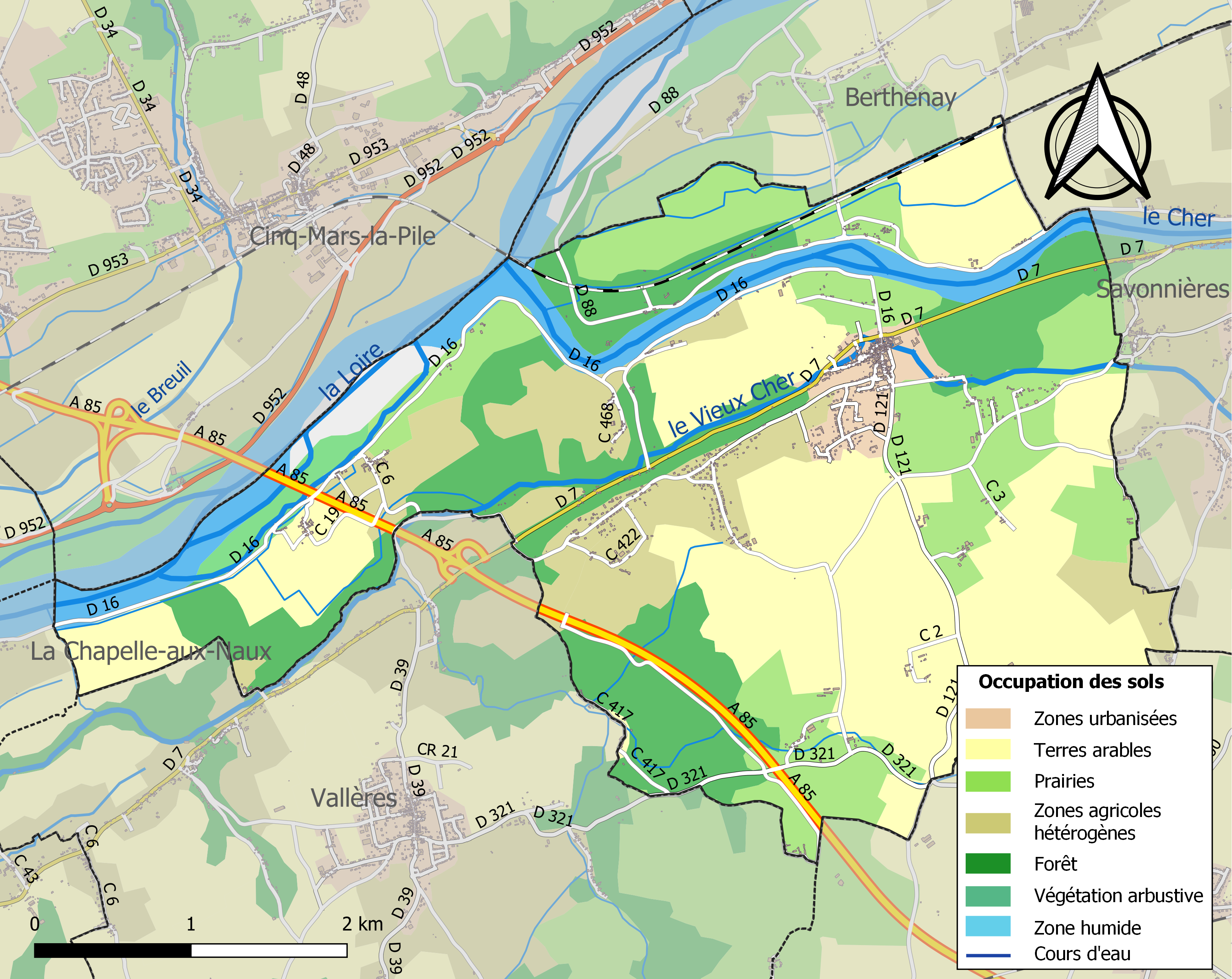
Carte des infrastructures et de l'occupation des sols de la commune en 2018 (CLC).

### Risques majeurs
Le territoire de la commune de Villandry est vulnérable à différents aléas naturels : météorologiques (tempête, orage, neige, grand froid, canicule ou sécheresse), inondations et séisme (sismicité faible). Un site publié par le BRGM permet d'évaluer simplement et rapidement les risques d'un bien localisé soit par son adresse soit par le numéro de sa parcelle.
Certaines parties du territoire communal sont susceptibles d’être affectées par le risque d’inondation par débordement de cours d'eau, notamment le Cher, le Vieux Cher et la Loire. La commune fait partie du territoire à risques importants d'inondation (TRI) de Tours, un des 21 TRI qui ont été arrêtés fin 2012 sur le bassin Loire-Bretagne et portés à 22 lors de l'actualisation de 2018. Des cartes des surfaces inondables ont été établies pour trois scénarios : fréquent (crue de temps de retour de 10 ans à 30 ans), moyen (temps de retour de 100 ans à 300 ans) et extrême (temps de retour de l'ordre de 1 000 ans, qui met en défaut tout système de protection),. La commune a été reconnue en état de catastrophe naturelle au titre des dommages causés par les inondations et coulées de boue survenues en 1982, 1991, 1999 et 2016,.

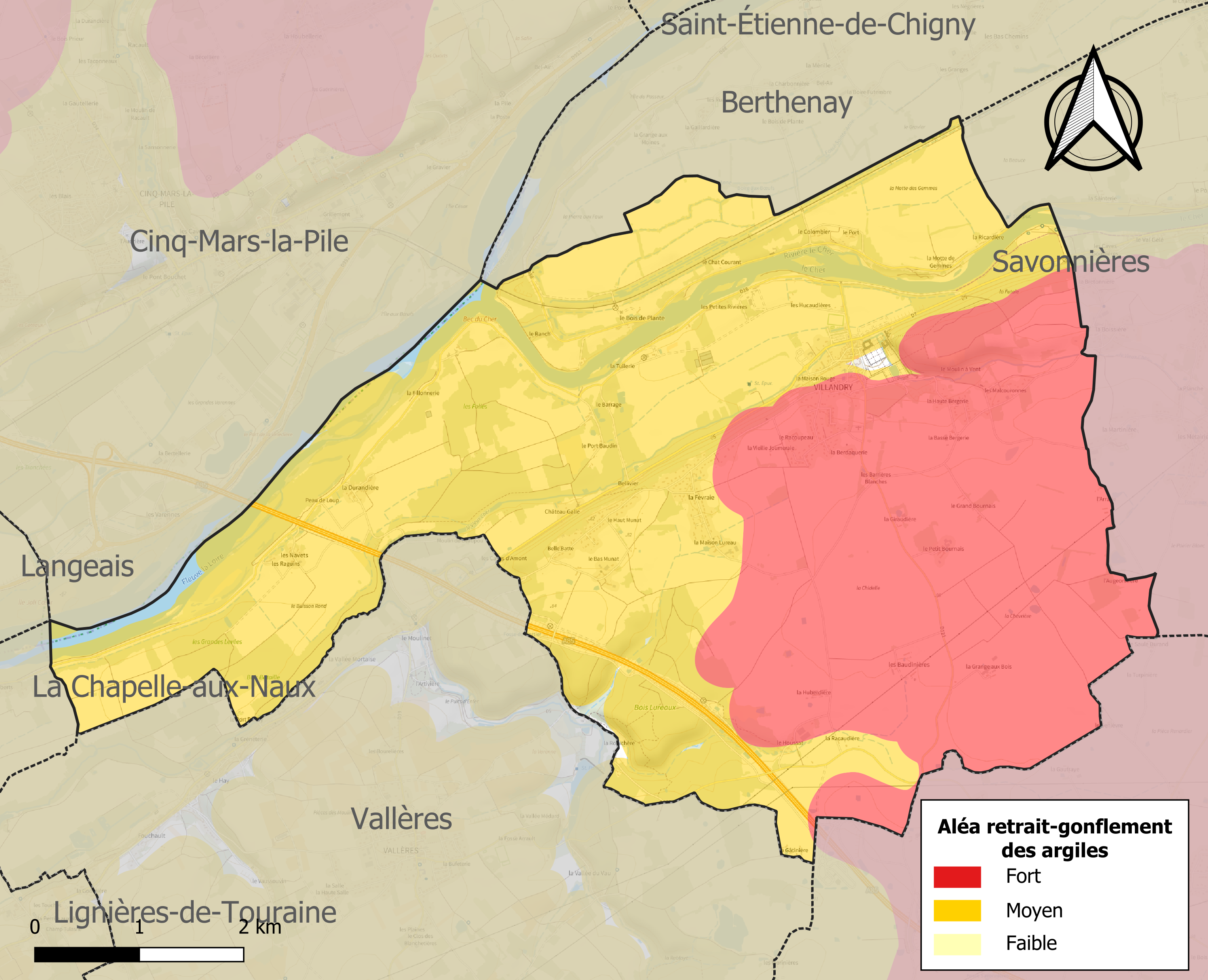
Carte des zones d'aléa retrait-gonflement des sols argileux de Villandry.

Le retrait-gonflement des sols argileux est susceptible d'engendrer des dommages importants aux bâtiments en cas d’alternance de périodes de sécheresse et de pluie. 98,8 % de la superficie communale est en aléa moyen ou fort (90,2 % au niveau départemental et 48,5 % au niveau national). Sur les 539 bâtiments dénombrés sur la commune en 2019, 534 sont en aléa moyen ou fort, soit 99 %, à comparer aux 91 % au niveau départemental et 54 % au niveau national. Une cartographie de l'exposition du territoire national au retrait gonflement des sols argileux est disponible sur le site du BRGM,.
Concernant les mouvements de terrains, la commune a été reconnue en état de catastrophe naturelle au titre des dommages causés par la sécheresse en 1990, 1992, 1997, 2005, 2011 et 2017 et par des mouvements de terrain en 1999 et 2001.

## Toponymie
Le nom primaire de la localité est attesté sous les formes Columbarium en 852, ; Villa quae vocatur Columbarius et Columberiacum au XIe et au XIIe siècles ; Apud Columbers au début du XIIIe ; Petrus Juliani, de Columberiis en 1247.

Colombiers est le 1er nom de Villandry et signifie : « pigeonniers ».
Villandry est attesté sous les formes Villandry en 1639 ; Villandry au XVIIIe siècle (Carte de Cassini).

## Histoire
Les Romains succèdent aux Celtes et construisent le vaste domaine de la « Villa Andriaca ».

Le bourg et le château sont d'abord dénommés Colombiers ou Coulombiers, ce qui vaudra aux habitants le nom de « Colombiens ». 

Le 4 juillet 1189, « la Paix de Colombiers » est signée dans le château (voir aussi à cet article les seigneurs de Colombiers/Villandry). C'est là que Henri II Plantagenêt, roi d'Angleterre, vint devant Philippe Auguste, roi de France, reconnaître sa défaite.

En 1639, Villandry est de nouveau utilisé.

## Héraldique
| Blason de Villandry | Les armes de Villandry se blasonnent ainsi : D'azur au chevron d'argent, au chef cousu de gueules chargé de trois besants d'or. |

## Politique et administration

### Liste des maires
| Période                                  | Période        | Identité                | Étiquette | Qualité                    |
| ---------------------------------------- | -------------- | ----------------------- | --------- | -------------------------- |
| aout 1794                                | janvier 1808   | Pierre Deschamps        |           |                            |
| janvier 1808                             | avril 1810     | Louis Genest            |           |                            |
| avril 1810                               | janvier 1823   | Petit                   |           |                            |
| janvier 1823                             | novembre 1824  | Besnard                 |           |                            |
| novembre 1824                            | septembre 1830 | Blanchet                |           |                            |
| septembre 1830                           | décembre 1834  | Bestnard                |           |                            |
| décembre 1834                            | novembre 1843  | Louis Davonneau         |           |                            |
| novembre 1843                            | mai 1863       | Georges Hainguerlot Tom |           |                            |
| mai 1863                                 | février 1888   | Édouard Hainguerlot     |           |                            |
| février 1888                             | février 1895   | Jules Clavier           |           |                            |
| février 1895                             | novembre 1919  | Jacques Moisin          |           |                            |
| novembre 1919                            | juillet 1922   | Rougebec                |           |                            |
| juillet 1922                             | mai 1925       | Joachim Carvallo        |           |                            |
| mai 1925                                 | mai 1929       | Clavier                 |           |                            |
| mai 1929                                 | 1939           | Herpin                  |           |                            |
| 1939                                     | octobre 1944   | Louis Salmon            |           |                            |
| octobre 1944                             | mai 1945       | Adolphe Neau            |           |                            |
| mai 1945                                 | mars 1965      | René Jean Badillon      |           |                            |
| mars 1965                                | mars 2001      | André Barnier           |           |                            |
| mars 2001                                | mars 2020      | Jean-Marie Métais       | DVD       | Retraité Fonction publique |
| mars 2020                                | En cours       | Maria Lepine            |           |                            |
| Les données manquantes sont à compléter. |                |                         |           |                            |

### Tendances politiques
| Scrutin             | Scrutin             | 1er tour | 1er tour | 1er tour | 1er tour | 1er tour | 1er tour | 1er tour | 1er tour | 1er tour | 1er tour | 1er tour | 1er tour | 2d tour | 2d tour | 2d tour | 2d tour | 2d tour  | 2d tour |
| Scrutin             | Scrutin             | 1er      | 1er      | %        | 2e       | 2e       | %        | 3e       | 3e       | %        | 4e       | 4e       | %        | 1er     | 1er     | %       | 2e      | 2e       | %       |
| ------------------- | ------------------- | -------- | -------- | -------- | -------- | -------- | -------- | -------- | -------- | -------- | -------- | -------- | -------- | ------- | ------- | ------- | ------- | -------- | ------- |
| Présidentielle 2017 | Présidentielle 2017 |          | EM       | 24,93    |          | LR       | 23,22    |          | FN       | 20,51    |          | LFI      | 16,95    |         | EM      | 65,35   |         | FN       | 34,65   |
| Présidentielle 2022 | Présidentielle 2022 |          | LREM     | 32,03    |          | RN       | 20,73    |          | LFI      | 16,69    |          | REC      | 7,40     |         | LREM    | 62,85   |         | RN       | 37,15   |
| Législatives 2022   | 4e                  |          | PS-Nupes | 27,13    |          | RE-Ens   | 24,95    |          | RN       | 21,01    |          | LR       | 11,16    |         | RE-Ens  | 54,52   |         | PS-Nupes | 45,48   |
| Législatives 2024   | 4e                  |          | RN       | 36,91    |          | RE-Ens   | 28,08    |          | PS-NFP   | 24,92    |          | LR       | 9,46     |         | PS-NFP  | 51,91   |         | RN       | 48,09   |

## Population et société

### Démographie
L'évolution du nombre d'habitants est connue à travers les recensements de la population effectués dans la commune depuis 1793. Pour les communes de moins de 10 000 habitants, une enquête de recensement portant sur toute la population est réalisée tous les cinq ans, les populations de référence des années intermédiaires étant quant à elles estimées par interpolation ou extrapolation. Pour la commune, le premier recensement exhaustif entrant dans le cadre du nouveau dispositif a été réalisé en 2004.

En 2022, la commune comptait 1 138 habitants, en évolution de +2,99 % par rapport à 2016 (Indre-et-Loire : +1,67 %, France hors Mayotte : +2,11 %).
| 1793 | 1800 | 1806 | 1821 | 1831  | 1836  | 1841 | 1846  | 1851  |
| ---- | ---- | ---- | ---- | ----- | ----- | ---- | ----- | ----- |
| 913  | 890  | 888  | 741  | 1 026 | 1 002 | 954  | 1 022 | 1 009 |

| 1856  | 1861 | 1866 | 1872 | 1876 | 1881 | 1886 | 1891 | 1896 |
| ----- | ---- | ---- | ---- | ---- | ---- | ---- | ---- | ---- |
| 1 034 | 984  | 927  | 865  | 926  | 909  | 936  | 956  | 809  |

| 1901 | 1906 | 1911 | 1921 | 1926 | 1931 | 1936 | 1946 | 1954 |
| ---- | ---- | ---- | ---- | ---- | ---- | ---- | ---- | ---- |
| 729  | 761  | 745  | 711  | 711  | 613  | 624  | 606  | 607  |

| 1962 | 1968 | 1975 | 1982 | 1990 | 1999 | 2004  | 2006  | 2009  |
| ---- | ---- | ---- | ---- | ---- | ---- | ----- | ----- | ----- |
| 588  | 610  | 679  | 742  | 776  | 920  | 1 082 | 1 111 | 1 072 |

| 2014  | 2019  | 2022  | - | - | - | - | - | - |
| ----- | ----- | ----- | - | - | - | - | - | - |
| 1 090 | 1 133 | 1 138 | - | - | - | - | - | - |

### Enseignement
Villandry se situe dans l'Académie d'Orléans-Tours (Zone B) et dans la circonscription de Langeais.
L'école primaire Les Petits Colombiens accueille les élèves de la commune.

## Lieux et monuments
- Le château de Villandry.
- L'église Saint-Étienne.

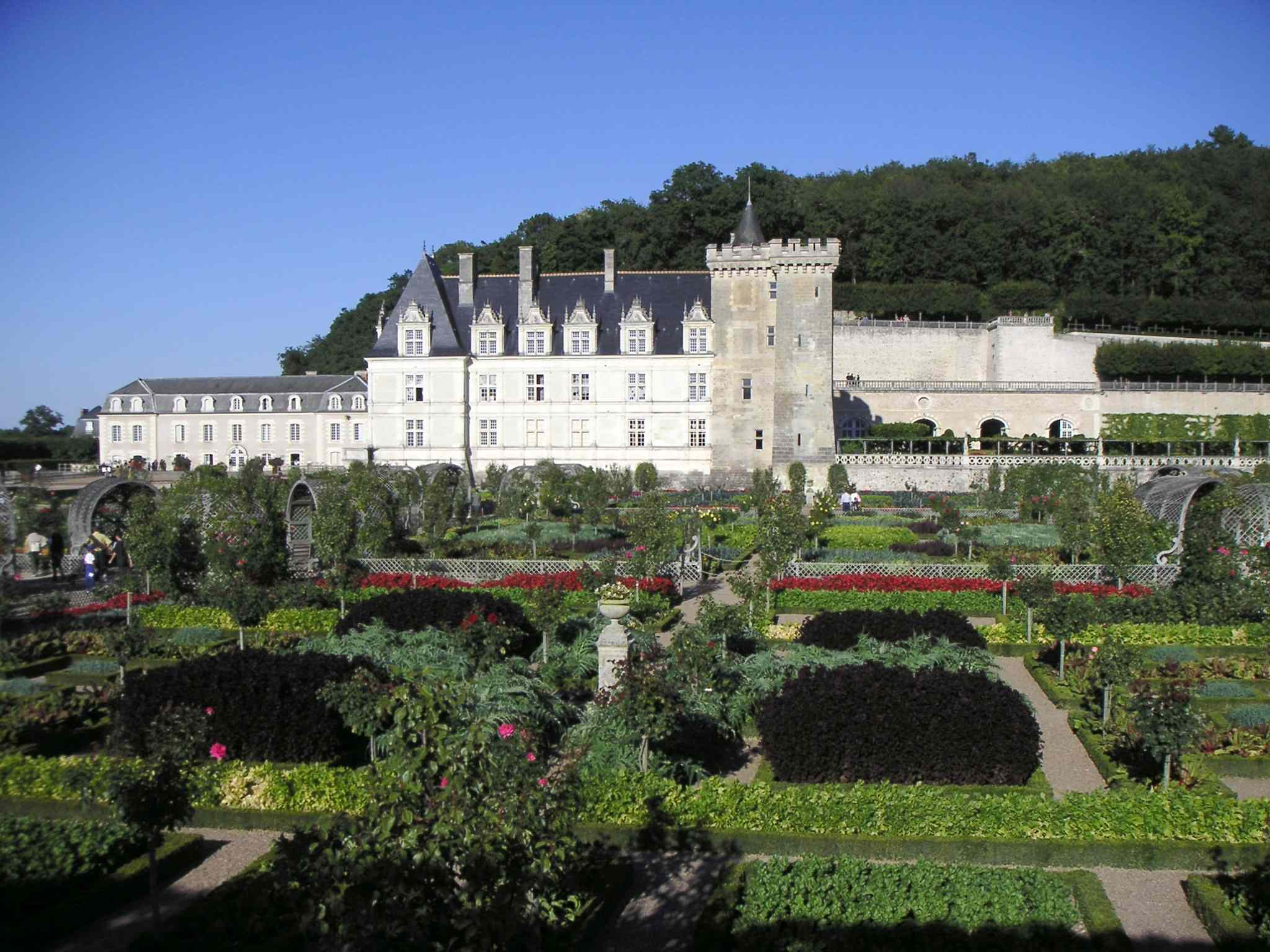
Le château de Villandry vu des jardins.

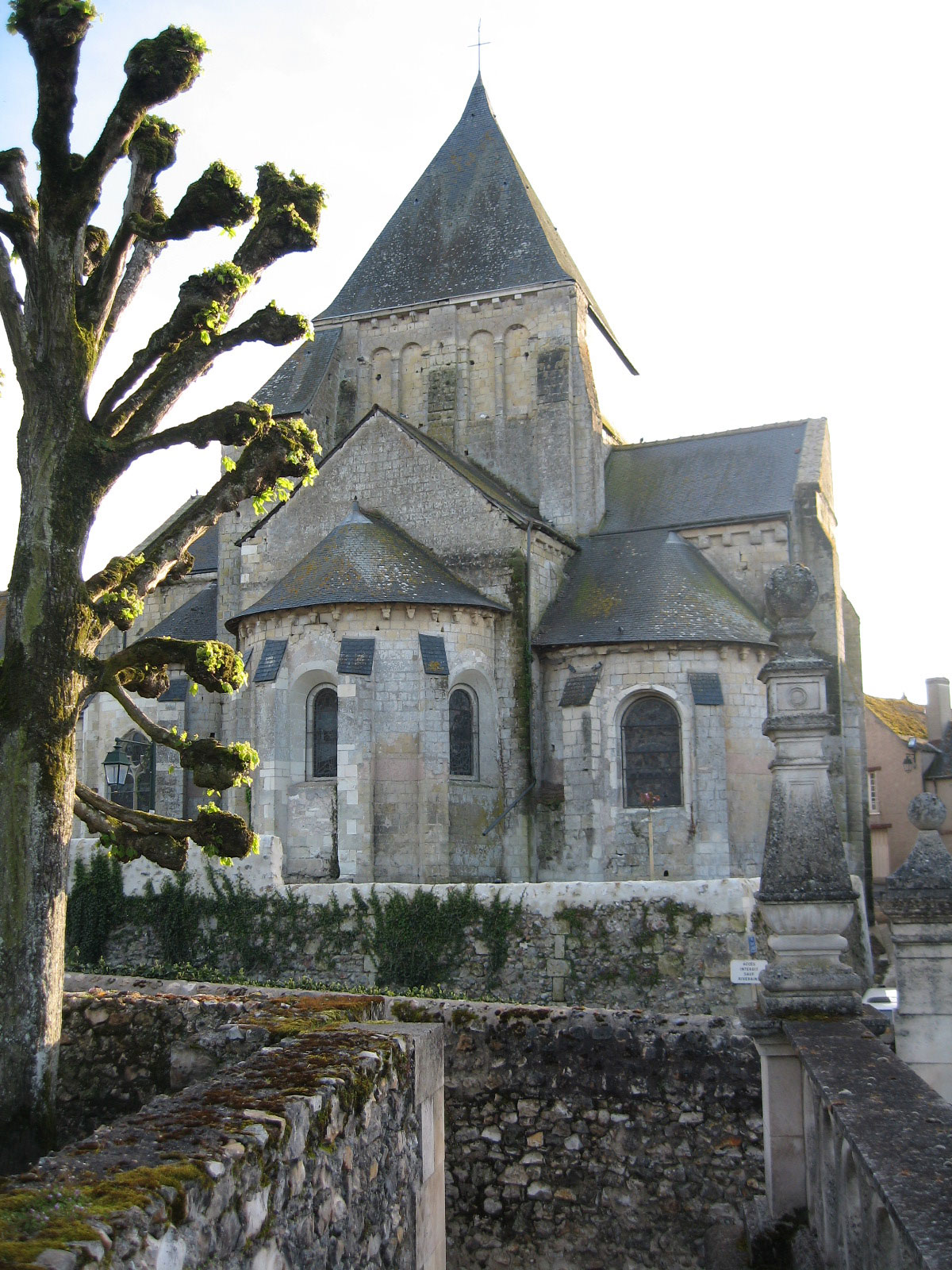
L'église Saint-Étienne.

- La Pierre aux Joncs, menhir situé au Bois Lureau.
- Le Bec du Cher, lieu où le Cher se jette dans la Loire, d'où le nom de la communauté de communes de la Confluence.

## Personnalités liées à la commune
- Henri II Plantagenêt
- Philippe Auguste
- Jean Le Breton
- Michel-Ange Castellane
- Gabriel-Julien Ouvrard
- François-Pierre Le Roux
- Joachim Carvalho
- Émile Peltier, l'un des pionniers de l'espéranto.
- Stéphane Béchy, né en 1963, concertiste international, organiste de l'église Saint-Etienne de 1980 à 1984